# All the Roses
"All the Roses" is een nummer van de Nederlandse popgroep Dolly Dots uit 1982.
Het nummer is afkomstig van het album Take Six. Het nummer is geschreven door Peter van Asten en Richard de Bois en opgenomen in de Durecostudio te Weesp. Het nummer bereikte de negende plek in de Nederlandse Top 40 en leverde de groep haar negende top 10-hit op. In Vlaanderen werd plek 18 behaald. De B-kant was het nummer I Want to Be with You, ook afkomstig van het album Take Six. Het nummer staat op verschillende verzamelalbums van de band, waaronder The Hits Album en The Collection.

## NPO Radio 2 Top 2000
| Nummer met noteringen in de NPO Radio 2 Top 2000 | '00  | '01  | '02-'08 | '09  |
| ------------------------------------------------ | ---- | ---- | ------- | ---- |
| All the Roses                                    | 1414 | 1761 | -       | 1477 |

1. ↑  Een '-' betekent dat het nummer niet was genoteerd en een vetgedrukt getal geeft de hoogste notering aan.
2. ↑  2000 was het eerste jaar met een notering voor dit nummer.
3. ↑  Deze tabel is bijgewerkt tot en met de laatste editie (2024).